# Country Music Awards of Australia
Pour les articles homonymes, voir CMAA.

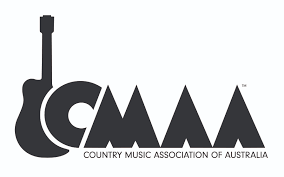
Logo.

Les Country Music Awards of Australia (CMAA) sont une cérémonie de remise des prix annuels décernés en janvier lors du Festival de Country Music de Tamworth, en Nouvelle-Galles du Sud, pour fêter les meilleurs enregistrements de musique country de l'industrie de la musique country australienne. Ils sont la propriété exclusive et mis en scène par la Country Music Association of Australia (ACAM). La cérémonie a lieu au Centre régional de Tamworth Entertainment (TRECC) dans la nuit du samedi du week-end de l'Australia Day et a lieu chaque année depuis 1973. Ces prix prestigieux attirent un public de 5 000 personnes en plus des médias et de l'industrie musicale et la cérémonie est diffusée sur les chaines télévisées gratuites et payantes, ainsi que par les chaines de radio.